# Liste von Persönlichkeiten aus North Carolina
Die Liste bedeutender Persönlichkeiten aus North Carolina führt bekannte Personen aus dem Bundesstaat North Carolina in den Vereinigten Staaten auf. Die Personen sind in North Carolina geboren und hatten entscheidenden Einfluss auf einen gesellschaftlichen Bereich des Staates oder des Landes.

## Politik und Militär

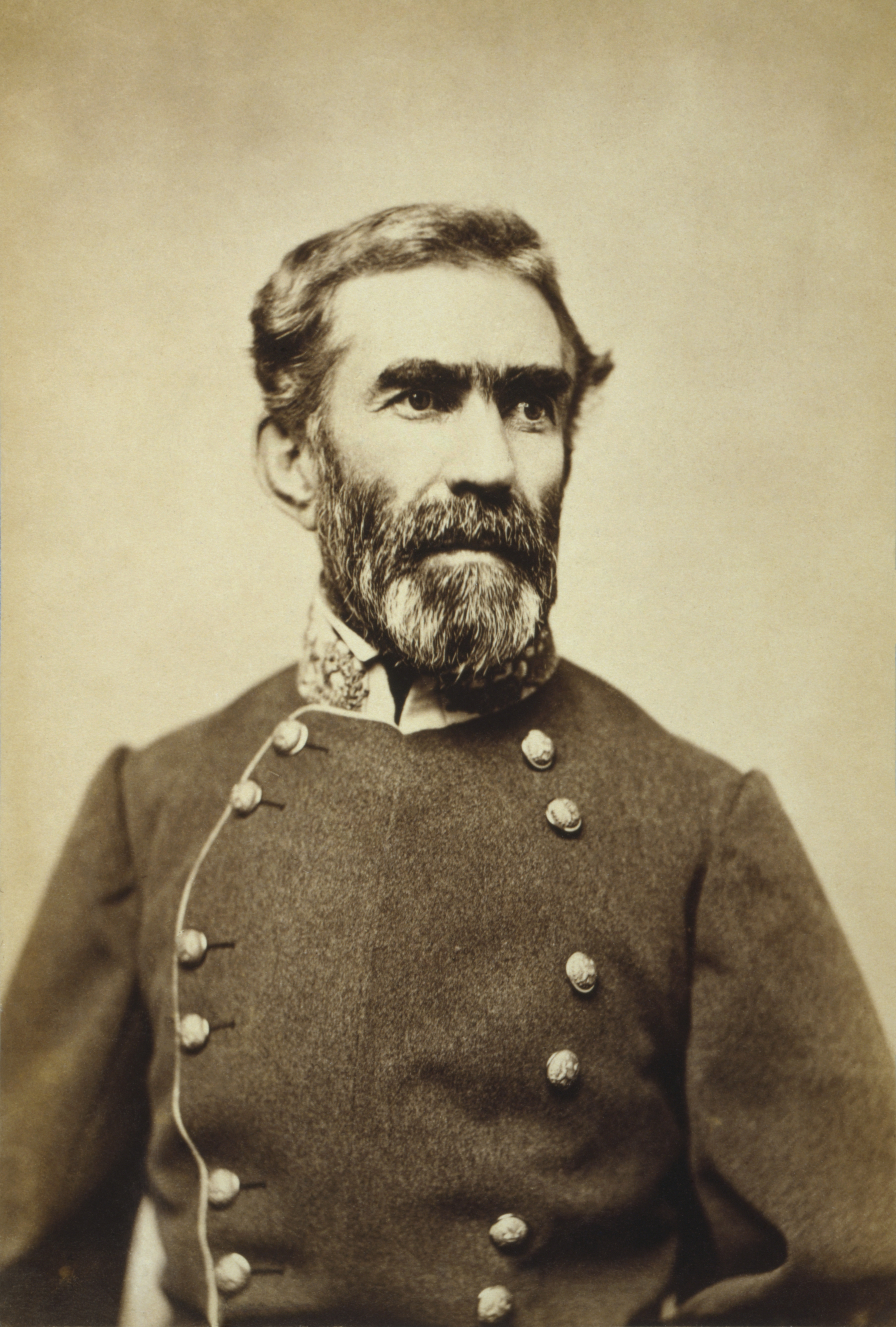
Braxton Bragg

- Braxton Bragg (1817–1876), General der Confederate States Army
- Elizabeth Dole (* 1936), U.S. Senatorin und Verkehrsministerin unter Ronald Reagan, Ehefrau von Bob Dole
- Sam Ervin (1896–1985), U.S. Senator und Mitglied des Watergate-Untersuchungsausschusses
- Andrew Jackson (1767–1845), 7. Präsident der Vereinigten Staaten
- Andrew Johnson (1808–1875), 17. Präsident der Vereinigten Staaten
- Daniel McFadden (* 1937), Nobelpreis für Wirtschaft 2000
- James K. Polk (1795–1849), 11. Präsident der Vereinigten Staaten
- Richard Dobbs Spaight Sr (1758–1802), Unterzeichner der amerikanischen Verfassung und Governor
- Edward Snowden (* 1983), US-amerikanischer Whistleblower

## Schauspiel, Unterhaltung und Medien
- Christopher „Tatanka“ Chavis (* 1961), Wrestler
- Jimmy Donaldson (* 1998), Webvideoproduzent
- Zach Galifianakis (* 1969), Schauspieler, Comedian
- Ava Gardner (1922–1990), Schauspielerin
- Andy Griffith (1926–2012), Schauspieler und Gospelsänger
- Michael C. Hall (* 1971), Schauspieler
- Jeff Hardy (* 1977), Wrestler
- Matt Hardy (* 1974), Wrestler
- Barbara Loden (1932–1980), Regisseurin
- Vince McMahon, Wrestler und Promoter
- Shannon Moore (* 1979), Wrestler
- Vermont C. Royster (1914–1996), Herausgeber des The Wall Street Journal, zweifacher Pulitzer-Preisträger
- Reginald VelJohnson (* 1952), Schauspieler
- Robert Williams (1897–1931), Schauspieler
- Evan Rachel Wood (* 1987), Schauspielerin
- Bellamy Young (* 1970), Schauspielerin

## Musik

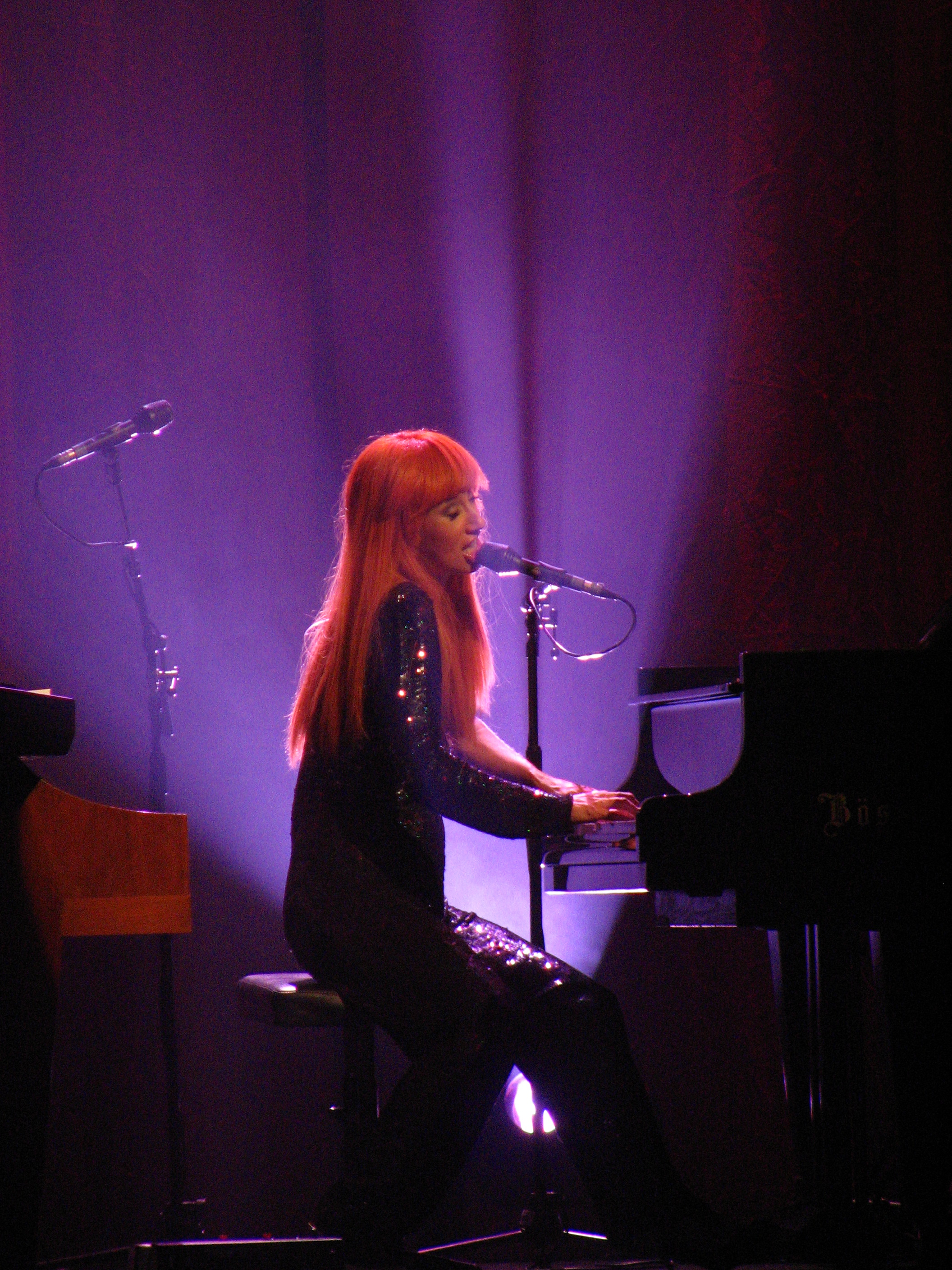
Tori Amos

- 9th Wonder (* 1975), Hip-Hop-Produzent
- Ryan Adams (* 1974), Sänger
- Tori Amos (* 1963), Sängerin
- B.o.B (* 1988), Rapper und Musikproduzent
- John Coltrane (1926–1967), Jazzmusiker
- Jermaine Dupri (* 1972), Rapper und Produzent
- Donna Fargo (* 1945), Sängerin
- Ben Folds (* 1966), Sänger, Pianist und Gründer der Ben Folds Five
- Blind Boy Fuller (1907–1941), Blues-Gitarrist und Sänger
- Warren Haynes (* 1960), Southern Rock und Blues Sänger und Gitarrist
- Ben E. King (1938–2015), Sänger
- Ronnie Milsap (* 1943), Countrysänger
- Thelonious Monk (1917–1982), Jazz- und Bluespianist
- Earl Scruggs (1924–2012), Bluegrass-Banjospieler
- Doc Watson (1923–2012), Folkgitarrist
- Wednesday 13 (* 1976), Sänger
- Fred Durst (* 1970), Bandleader und Sänger

## Sport
- Joey Cheek (* 1979), Eisschnellläufer, olympische Goldmedaille im Eisschnelllauf
- Dale Earnhardt Sr (1951–2001), Rennfahrer (NASCAR)
- Cecil Gordon (1941–2012), Rennfahrer (NASCAR)
- Sugar Ray Leonard (* 1956), Boxer, olympische Goldmedaille im Boxen
- Willie „Fast Willie“ Parker (* 1980), American-Football-Spieler (Pittsburgh Steelers)
- Gaylord Perry (1938–2022), Baseballspieler (Baseball Hall of Fame)
- Lee Petty (1914–2000), Rennfahrer (NASCAR)
- Richard Petty (* 1937), Rennfahrer (NASCAR)

## Andere
- Velma Margie Barfield (1932–1984), Massenmörderin
- Caleb Bradham (1867–1934), Erfinder der Pepsi-Cola
- Virginia Dare (1587–?), erstes in Nordamerika geborenes Kind englischer Einwanderer
- Billy Graham (1918–2018), Evangelist
- Henry Berry Lowry (1845–?), Anführer im Lowry-Krieg